# Асоціація соціальної політики
Асоціація соціальної політики (нім. Verein für Socialpolitik (VfS)) є економічною асоціацією в німецькомовному регіоні. Розташована в Берліні. На даний момент вона налічує близько 4000 особистих і 34 корпоративних членів. Асоціація видає два спеціалізовані журнали (German Economic Review та Perspectives on Economic Policy).
Вона опікується широким спектром економічних питань у своїх 24 постійних комітетах спеціалістів. Регіна Т. Ріфан є головою асоціації з 2023 року.

## Історія
Асоціація була заснована у 1873 році; її першим головою був Рудольф фон Гнейст, якого наступного року замінив Ервін Нассе, попередній заступник голови. Адольф Хельд був секретарем з 1873 року. Членами асоціації були такі економісти, як Густав фон Шмоллер (голова 1890—1917), Адольф Вагнер та Луйо Брентано.
У зв'язку з великим піднесенням у Пруссії та Німеччині виникла нова економічна школа, яка намагалася на історико-психологічній основі подолати розрив між манчестерськими лібералами та соціал-революційними ідеями соціалізму, що народжувався. Революційна агітація Фердинанда Лассаля чи Карла Маркса здавалася їм такою ж непридатною для поліпшення становища робітників, як і ліберальна політика laissez-faire. Історична школа створила для себе конституцію, заснувавши Асоціацію соціальної політики (Verein für Socialpolitik), і своїми публікаціями дедалі більше впливала на суспільний інтерес у Німеччині та за її межами.
Генріх Бернгард Оппенгейм винайшов термін «катедер-соціалісти» («кафедральні соціалісти») для членів організації, щоб затаврувати їх як представників антиліберального державного інтервенціонізму. За словами Густава Шмоллера, він і його члени хотіли «підняти, виховати і примирити нижчі класи на основі існуючого порядку до такої міри, щоб вони вписалися в організм у гармонії і мирі». За часів промислової свободи права робітників були мінімальними, а ставлення до них часто було нелюдським. Більше того, до запровадження системи соціального страхування у 1880-х роках (Вільгельмівська Німеччина вважається піонером сучасної соціальної політики) робітники майже не мали захисту від непрацездатності, хвороби чи безробіття, а серйозні травми та смерть на виробництві часто були частиною повсякденного трудового життя того часу.
Вчення Історичної школи швидко привернуло увагу громадськості за межами Німеччини, наприклад, в англійських академіях та Північноамериканській академії політичних і соціальних наук. Їхні наукові праці з соціальних питань не лише мали великий вплив на покоління, що зростало в той час, але й на німецьку політику, особливо на Отто фон Бісмарка. Представники цієї школи мали вирішальний вплив на німецьку політичну науку з 1860 по 1914 рік і поставили її на значно ширший фундамент, ніж суто математичний аналіз класичної економіки.
Однак сама асоціація не була організацією робітничого руху; лише у виняткових випадках, наприклад, профспілковим функціонерам дозволялося виступати і представляти свою позицію. Думки соціал-демократів і соціал-демократичних профспілкових діячів, які на той час мали сильну соціалістичну орієнтацію, не цікавили. Після серйозних внутрішніх суперечок суспільно-політичне «агітаційне об'єднання» перетворилося на політично нейтральну, міждисциплінарну організацію. У 1936 році асоціація саморозпустилася, щоб уникнути примусового приведення у відповідність. Вона була відновлена у 1948 році.

## Суперечки
У 2012 році робоча група Real World Economics навколо Хельге Пойкерта та Крістофа Фрейдорфа, яка зараз є частиною мережі Plural Economics, організувала контрзахід до конференції VfS у Геттінгені. Багатоденна паралельна програма передбачала простір для дослідницьких напрямків і дослідників, які, на думку організаторів, інакше були б виключені. З цією метою вони написали відкритого листа до Асоціації соціальної політики, в якому закликали до «різноманітності теорій замість інтелектуальної монокультури», «різноманітності методів замість прикладної математики» та «саморефлексії замість безсумнівних, нормативних припущень». Голова клубу Майкл Бурда відповів на лист у серпні 2013 року. Арне Гайзе прокоментував лист Бурди в Handelsblatt : "Немає жодних ознак критичної саморефлексії з огляду на нездатність звернутись до реальності.
У 2015 році дебати вщухли, діалог не вдався, і тому VfS «знову залишив незадоволених» тому було організовано черговий «незапрошений» контрзахід. Хельге Пойкерт пояснив, що метою плюралістичної додаткової конференції було "показати, що існує достатньо серйозних економічних підходів, що виходять за межі мейнстріму, і що на офіційній щорічній конференції буде достатньо місця для більшого плюралізму. Як приклад наводилась конференція Американської асоціації союзних соціальних наук, на якій усім економічним напрямкам дозволено «організовувати власну програму». Денніс Сноуер, який організував «множинну сесію» для VfS, виступав за спільну конференцію для розширення перспективи. Асоціація відкинула звинувачення в науковому виключенні. Член правління VfS висловив враження, що "йдеться більше про політичний порядок денний, ніж про конструктивне обговорення змісту навчання. У Süddeutsche була критика, що асоціація відмовилася від «справжніх дебатів». На наступних щорічних конференціях (2017, 2018) Plural Economics Network отримала можливість представити власний пункт програми на щорічних зборах асоціації, щоб забезпечити конструктивний обмін під час дебатів.

## Діяльність

### Щорічна зустріч
Щорічна конференція, яка проводиться Асоціацією соціальної політики, збирає до 800 учасників, є однією з найбільших і найавторитетніших економічних конференцій в Європі. У відкритій частині конференції представлено до 450 презентацій з усіх галузей економіки.

### Заохочення талановитої молоді
Асоціація соціальної політики сприяє міжнародній присутності молодих науковців у галузі економіки, присуджуючи премії за доповіді на престижних міжнародних конференціях.
Разом з Фондом Йоахіма Герца асоціація також нагороджує студентів по всій Німеччині «Премією VfS Abitur», які досягли видатних результатів у галузі економіки під час складання іспитів на атестат зрілості.

### Заоохочення жінок до економічних досліджень
Жінки-дослідниці в галузі економіки все ще вкрай недостатньо представлені у процедурах призначення на посади, на конференціях, у панельних дискусіях та в органах, що приймають рішення. Щоб протидіяти цьому, Verein für Socialpolitik склав загальнодоступний список імен жінок-дослідниць у сфері економіки та суміжних галузях. Жінки-економістки, які працюють у німецькомовних країнах, мають докторський ступінь і працюють у науковій сфері, можуть бути внесені до цього списку. Окрім імені, наукової посади та приналежності, базу даних можна також відсортувати за галузями досліджень. Це дозволяє зацікавленій громадськості з академічного, медійного чи політичного середовища знайти саме того експерта, якого вони шукають у певній галузі досліджень.

### Економічна політика, заснована на фактах
Асоціація соціальної політики виступає за науково обґрунтовану економічну політику. Вона підтримує економічну політику, засновану на аналізі причинно-наслідкових зв'язків між заходами економічної політики за допомогою емпіричних (оціночних) досліджень. Асоціація розробила керівні принципи для аналізу впливу ex-post.

## Нагороди
Щорічно асоціація вручає наступні нагороди:
- Премія Госсена для економіста з німецькомовного регіону, який своєю працею здобув міжнародну репутацію. Премія присуджується вченим, яким на момент нагородження виповнилося 45 років. ще не виповнився рік життя.
- Премія Густава Столпера видатним ученим, які вплинули на суспільну дискусію про економічні відносини та проблеми завдяки результатам економічних досліджень і які зробили важливий внесок у розуміння та вирішення економічних проблем.
- Премія Рейнхарда Зелтена (Нагорода за найкращу статтю молодого автора) за внески, які характеризуються, зокрема, своєю оригінальністю, важливістю питання та чистою методологією. Премія присуджується авторам віком до 32 років.
- Премія Карла Менгера «за інноваційні міжнародні дослідницькі досягнення в галузі монетарної макроекономіки, монетарної політики та монетарної політики».

## Голова правління Асоціації
| Zeitraum  | Vorsitzender           |
| --------- | ---------------------- |
| 1872–1874 | Rudolf von Gneist      |
| 1874–1890 | Erwin Nasse            |
| 1890–1917 | Gustav von Schmoller   |
| 1917–1930 | Heinrich Herkner       |
| 1930–1932 | Christian Eckert       |
| 1932–1935 | Werner Sombart         |
| 1935–1936 | Constantin von Dietze  |
| 1949–1954 | Gerhard Albrecht       |
| 1955–1958 | Walther G. Hoffmann    |
| 1959–1962 | Fritz Neumark          |
| 1963–1966 | Erich Schneider        |
| 1967–1970 | Helmut Arndt           |
| 1971–1974 | Hans Karl Schneider    |
| 1975–1978 | Wilhelm Krelle         |
| 1979–1982 | Helmut Hesse           |
| 1983–1986 | Ernst Helmstädter      |
| 1987–1990 | Gernot Gutmann         |
| 1991–1994 | Heinz König            |
| 1995–1996 | Erhard Kantzenbach     |
| 1997–2000 | Hans-Werner Sinn       |
| 2001–2004 | Martin Hellwig         |
| 2005–2008 | Friedrich Schneider    |
| 2009–2011 | Lars-Hendrik Röller    |
| 2011–2014 | Michael C. Burda       |
| 2015–2016 | Monika Schnitzer       |
| 2017–2018 | Achim Wambach          |
| 2019–2020 | Nicola Fuchs-Schündeln |
| 2021–2022 | Georg Weizsäcker       |
| 2023–2024 | Regina T. Riphahn      |

## Інші відомі учасники
- Отто Арендт (1854—1936), німецький публіцист і політик, співзасновник асоціації
- Моріц Юліус Бонн (1873—1965), німецький економіст
- Карл Брауер (1881—1964), німецький вчений-фінансист
- Луйо Брентано (1844—1931), німецький економіст, співзасновник асоціації
- Карл Бюхер (1847—1930), німецький економіст
- Густав Кон (1840—1919), німецький економіст
- Карл Діль (1864—1943), німецький економіст
- Константин фон Дітце (1891—1973), агроном, юрист, економіст і теолог
- Крістіан Еккерт (1874—1952), німецький професор економічної політології
- Готфрід Айзерман (1918—2014), німецький соціолог та економіст
- Вернер Ерліхер (1920—2012), німецький економіст
- Ернст Енгель (1821—1896), німецький статистик і соціальний економіст
- Вальтер Ойкен (1891—1950), німецький економіст
- Франц Ойленбург (1867—1943), німецький економіст і соціолог
- Карл Йоганнес Фукс (1865—1934), німецький економіст
- Бернхард Хармс (1876—1939), німецький економіст
- Юстус Гаукап (* 1969), німецький економіст
- Фрідріх Август фон Гаєк (1899—1992), австрійський економіст і соціальний філософ
- Едуард Гейман (1889—1967), німецький економіст і соціолог
- Адольф Хельд (1844—1880), німецький економіст
- Мартін Хелльвіг (* 1949), німецький економіст
- Іґнац Ястроу (1856—1937), німецький історик і соціальний політик
- Георг Фрідріх Кнапп (1842—1926), німецький економіст
- Роланд Кірштайн (*1965), німецький економіст
- Еміль Ледерер (1882—1939), богемсько-австрійський економіст і соціолог
- Шарлотта Ляйбушер (1888—1961), німецька соціологиня та економістка
- Вільгельм Лексіс (1837—1914), німецький математик, статистик та економіст
- Фріц Карл Манн (1883—1979), німецький фінансовий економіст і фінансовий соціолог
- Людвіг фон Мізес (1881—1973), австрійсько-американський економіст, теоретик класичного лібералізму та лібертаріанства
- Йоахім Меллер (* 1953), німецький економіст
- Фрідріх Науман (1860—1919), протестантський теолог, ліберальний політик
- Євген Філіппович фон Філіпсберг (1858—1917), австрійський економіст і університетський професор
- Дітер Похмер (1925—2013), німецький економіст і університетський викладач
- Гайнц Поттгоф (1875—1945), німецький соціальний реформатор і ліберальний політик
- Карл Ратген (1856—1921), німецький економіст і ректор-засновник Гамбурзького університету
- Рудольф Ріхтер (* 1926), німецький економіст
- Франц Йоганнес фон Роттенбург (1845—1907), прусський юрист і голова Рейхсканцелярії
- Александр Рюстов (1885—1963), німецький соціолог та економіст
- Едгар Салін (1892—1974), німецький економіст
- Гертруда Савельсберг (1899—1984), німецька соціологиня, заступниця директора Кільського інституту світової економіки
- Вольф Шефер (1941—2020), німецький економіст
- Герхарт фон Шульце-Гаверніц (1864—1943), німецький економіст і політик
- Людвіг Фрідріх Сейфгардт (1827—1901), німецький текстильний підприємець і політик
- Густав Шмоллер (1838—1917), німецький економіст
- Фрідріх Шнайдер (* 1949), німецький економіст
- Густав фон Шенберг (1839—1908), німецький економіст
- Макс Серінг (1857—1939), німецький економіст
- Юрген Зібке (1936—2017), німецький економіст
- Ганс-Вернер Зінн (*1948), німецький економіст
- Антон Людвіг Зомбарт (1816—1898), геодезист, землевласник і член Рейхстагу
- Вернер Зомбарт (1863—1941), німецький соціолог та економіст
- Артур Шпітгофф (1873—1957), німецький економіст
- Вільгельм Штіда (1852—1933), німецький економіст, історик економіки та соціальний реформатор
- Єнс Зюдекум (* 1975), німецький економіст
- Фердинанд Тьонніс (1855—1936), німецький соціолог, економіст і філософ
- Ернст Ваґеманн (1884—1956), німецький економіст і статистик
- Ганс-Юрґен Ваґенер (* 1941), німецький економіст і політекономіст
- Адольф Ваґнер (1835—1917), німецький економіст
- Адольф Вебер (1876—1963), німецький економіст
- Альфред Вебер (1868—1958), німецький соціолог, філософ культури та економіст
- Макс Вебер (1864—1920), німецький соціолог та економіст
- Юліус Вольф (1862—1937), національний економіст